# Blaue Goldwespe

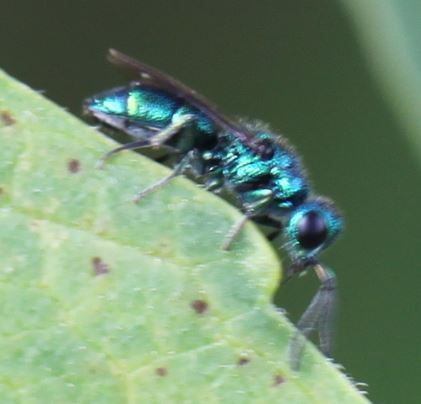
cf. Trichrysis cyanea

Die Blaue Goldwespe (Trichrysis cyanea, vormals Chrysis cyanea) ist eine Art aus der Familie der Goldwespen (Chrysididae).

## Merkmale
Die Wespen erreichen eine Körperlänge von 4 bis 8 Millimetern. Ihr Körper ist komplett blaugrün-metallisch gefärbt, Männchen sind häufig zum Teil auch schwarz gefärbt. Der Analrand ist dreizähnig. Das erste Tergit besitzt eine glatte Mittelfurche. Die Art ist gut von den anderen, zum Teil schwer zu unterscheidenden Arten der Gattung Chrysis zu unterscheiden.

## Vorkommen
Die Art kommt in der gesamten Paläarktis, mit Ausnahme Japans vor. Sie besiedeln die verschiedensten Lebensräume, in denen auch ihre Wirtstiere leben. Die Tiere fliegen in mehreren Generationen von Mai bis Oktober. Sie sind in Mitteleuropa häufig.

## Lebensweise
Trichrysis cyanea parasitiert hauptsächlich an Grabwespen der Trypoxylon figulus- und Trypoxylon attenuatum-Gruppe. Besiedelt werden Gänge mit Durchmessern zwischen drei und sechs Millimeter. Das Weibchen legt ihr Ei zu unterschiedlichen Zeitpunkten des Nestbaus ab, meist jedoch während der Wirt Material für den Bau der Zelle sammelt. Es kann vorkommen, dass Goldwespenweibchen in der Nähe des Nesteingangs um das Nest kämpfen, wobei die Zähne am Analrand als Waffen eingesetzt werden. Im Nest können dadurch mitunter bis zu vier Goldwespeneier nachgewiesen werden. Die daraus schlüpfenden Larven bekämpfen sich zunächst gegenseitig, die verbliebene frisst im Anschluss das Wirtsei bzw. die bereits geschlüpfte Wirtslarve. Die Larve von Trichrysis cyanea ist gut anhand ihres graugrünen Körpers und dem hell gefärbten Kopf und Hinterleibsende erkennbar. In den darauf folgenden fünf Tagen ernährt sich die Larve von den als Spinnen eingebrachten Nahrungsvorrat der Wirtslarve, wobei sie deren Beine unberührt lässt. Die Verpuppung erfolgt in einem goldbraun glänzenden Kokon, der vorne mit einer Krause an der Zellwand befestigt ist und sich nach hinten verjüngt. Die Entwicklung bis zum Schlupf der Imago ist mit 17 bis 23 Tagen äußerst rasch. Überwintert wird meist als Larve, wobei es auch vorkommen kann, dass diese ein weiteres Jahr überliegen. Der Schlupf erfolgt exakt einige Tage, bevor die Imagines der Wirtsarten schlüpfen. In Nestern mit geringem Durchmesser kann es vorkommen, dass eine Trichrysis cyanea-Imago, die sich weiter hinten im Nest entwickelt hat, vorgelagerte Zellen sowohl mit Wirten als auch Artgenossen beim Schlupf zerstört.

## Belege